# Chascomús
Chascomús es una ciudad argentina ubicada en el interior de la provincia de Buenos Aires siendo cabecera del partido homónimo.
Es una ciudad turística altamente reconocida por lugares de interés como la laguna, el paseo de los artesanos, el castillo de la amistad, la catedral y la capilla de los negros, a raíz de esto la economía de la ciudad está fuertemente basada en el sector turístico. 
La canción oficial de la ciudad es "Chascomús", compuesta e interpretada por Manuel Guzmán, nacido y criado en la ciudad.

## Geografía

### Ubicación
Ubicada a 125 km al sur del centro de la Ciudad Autónoma de Buenos Aires, con la que está comunicada principalmente por la Autovía 2 y un importante primer ramal ferroviario. También se comunica con la Ruta 20 proveniente de Ranchos

### Población
Cuenta con 42 452 habitantes (Indec, 2022), lo que representa un incremento del 26% frente a los 33 607 habitantes (Indec, 2010) del censo anterior.
| Gráfica de evolución demográfica de Chascomús entre 1869 y 2022 |
|                                                                 |
| Fuentes: INDEC                                                  |

### Sismicidad
La región responde a las subfallas «del río Paraná», y «del río de la Plata», y a la falla de «Punta del Este», con sismicidad baja; y su última expresión se produjo el 5 de junio de 1888 (137 años), a las 3.20 UTC-3, con una magnitud aproximadamente de 5,0 en la escala de Richter (terremoto del Río de la Plata de 1888).
La Defensa Civil municipal debe advertir sobre escuchar y obedecer acerca de
Área de
- Tormentas severas, poco periódicas, con Alerta Meteorológico
- Baja sismicidad, con silencio sísmico de 137 años

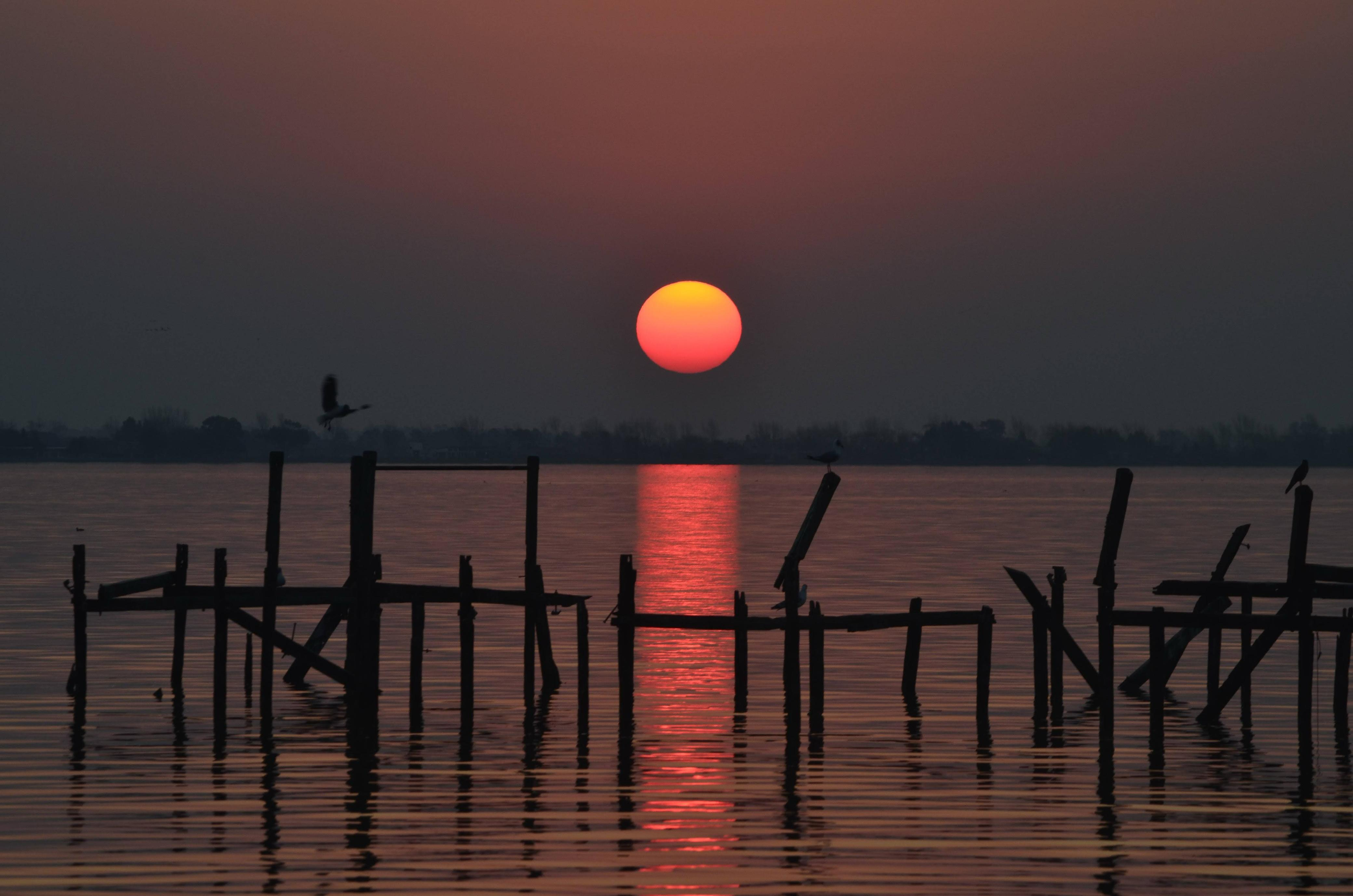

## Toponimia
Durante mucho tiempo se aceptó que Chascomús significa "agua muy salada" haciendo derivar el topónimo de la lengua mapuche (mapudungún) porque quienes buscaron interpretar el vocablo lo hicieron a partir de que esa lengua la hablaban todos los pueblos originarios de la provincia de Buenos Aires a partir del dominio araucano de la región, que se inició a fines del siglo XVIII con la penetración araucana en la Patagonia después de vencer a los guenaken (tehuelches septentrionales) en tres batallas que tuvieron como consecuencia la incorporación de estos últimos a la confederación mapuche. Sin embargo, los araucanos nunca estuvieron en la laguna de Chascomús y sus alrededores y, de hecho, la fundación del fuerte San Juan Bautista, origen de la ciudad, se realizó cuando los españoles comenzaron a detectar la presencia araucana en el sur de la provincia.
El topónimo, que ya aparece en una merced de 1645 donde dice "Cascomús", mucho antes de la llegada del mapudungún al sur de la provincia, encuentra su origen en una conjunción de palabras del guaraní y el guenaken (tehuelche septentrional). El primero hablado por los guaraníes que desde época prehispánica frecuentaban la región del río Salado; el segundo hablado por los querandíes, de tronco tehuelche. Juan de Garay anotó, en su acta de repartimiento de indígenas, en 1580, al cacique Tumutumús, que señoreaba en las comarcas entre la laguna de Chascomús y el río Salado. Los guaraníes llamaban a este cacique tubicha Tumutumús (algo así como cacique menor Tumutumús).
En diferentes documentos españoles las palabras se conjugan y apocopan apareciendo Suscumús, Sascomús, Chascumús, Cascomús, Chascumúz, Chascomun, Chascumús y otras hasta llegar al Chascomús actual, perdiéndose el conocimiento del verdadero significado. Es importante tomar en cuenta, además, que según datos de la estación hidrobiológica de Chascomús, el agua de la laguna no es salada y presenta en casos de bajante muy pronunciada, una mínima salinidad.
Otra versión dice que proviene del vocablo Chaskümüshl: Sas-comús (1644, en Trelles 1866); Cascomús (1645, en Trelles 1866); Chascomuz, Chascomus (Falkner, 1774, 2008); Chascomús (Escribano, 1779, en Carbia, 1930); compárese con Casco (Betbezé, 1779, en Cabodi 1952). La toponimia proviene de la lengua Günün a yajüch del Pueblo Günün a küna (coloquialmente Pampas Hets y Tehuelches septentrionales), siendo las voces chaskü "medano" y müshl (=müshlü) radical del verbo yamüshlü "expandir"; el todo dice chaskümüshl "medanal" de lagunillas, y hace referencia a la infinidad de lagunas que surgen en cierta época en la parte occidental  de la laguna Chascomus, zona donde se establecía el antiguo paraje homónimo, y que son visibles aún por programas geográficos digitales: “indicó que él se hallaba en la parte de la región que los indígenas llamaban Chascomús, que en su lengua significaba “País de las lagunas” (Carbia, 1930: 50).

## Historia

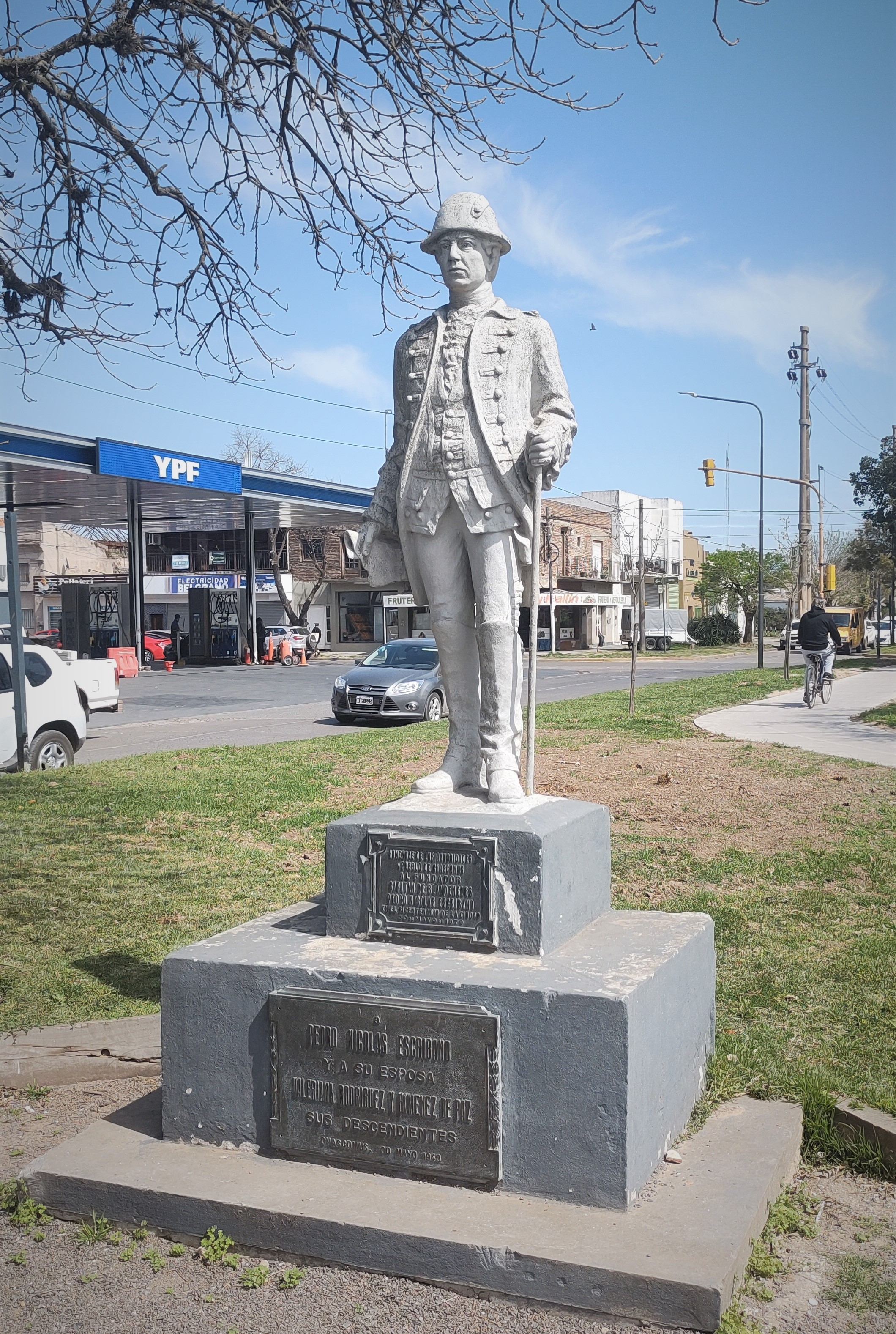
Estatua de Pedro Nicolás Escribano, fundador de Chascomús

Dentro de las Reformas Borbónicas la Monarquía Española, consideró primordial proteger la región del Río de la Plata contra la intromisión de otras potencias europeas, tanto en la margen norte —la llamada Banda Oriental del río Uruguay— como en la margen sur del Río de la Plata. Así se fundaron fortines en la Banda Oriental y en la Intendencia de Buenos Aires. Entre ellos, Chascomús que fue fundado como un fortín por el Capitán de Blandengues de Buenos Aires don Pedro Nicolás Escribano el 30 de mayo de 1779 con el nombre de Fortín de San Juan Bautista. Eligió como patrona a la Virgen María en su advocación de Nuestra Señora de la Merced, construyendo la primera capilla.
Entre 1826 y la década de 1850 funcionó en la boca del Río Salado un puerto alternativo al de la ciudad de Buenos Aires, ejerciendo su influencia comercial sobre la economía de la zona en general y de Chascomús en particular. Este puerto funcionó especialmente durante los bloqueos portuarios de la Guerra con el Brasil (1825-1828), el Bloqueo francés al Río de la Plata (1838-1840) y el Bloqueo anglo-francés al Río de la Plata (1845-1848). También se embarcaba por allí carne y víveres para abastecer a la tripulación de las embarcaciones del almirante Guillermo Brown, especialmente a partir de 1840.
En 1839 se produjo la batalla de Chascomús, que terminó con la breve revolución de los Libres del Sur. Las fuerzas rosistas vencieron a los antirrosistas a orillas de la laguna de Chascomús.

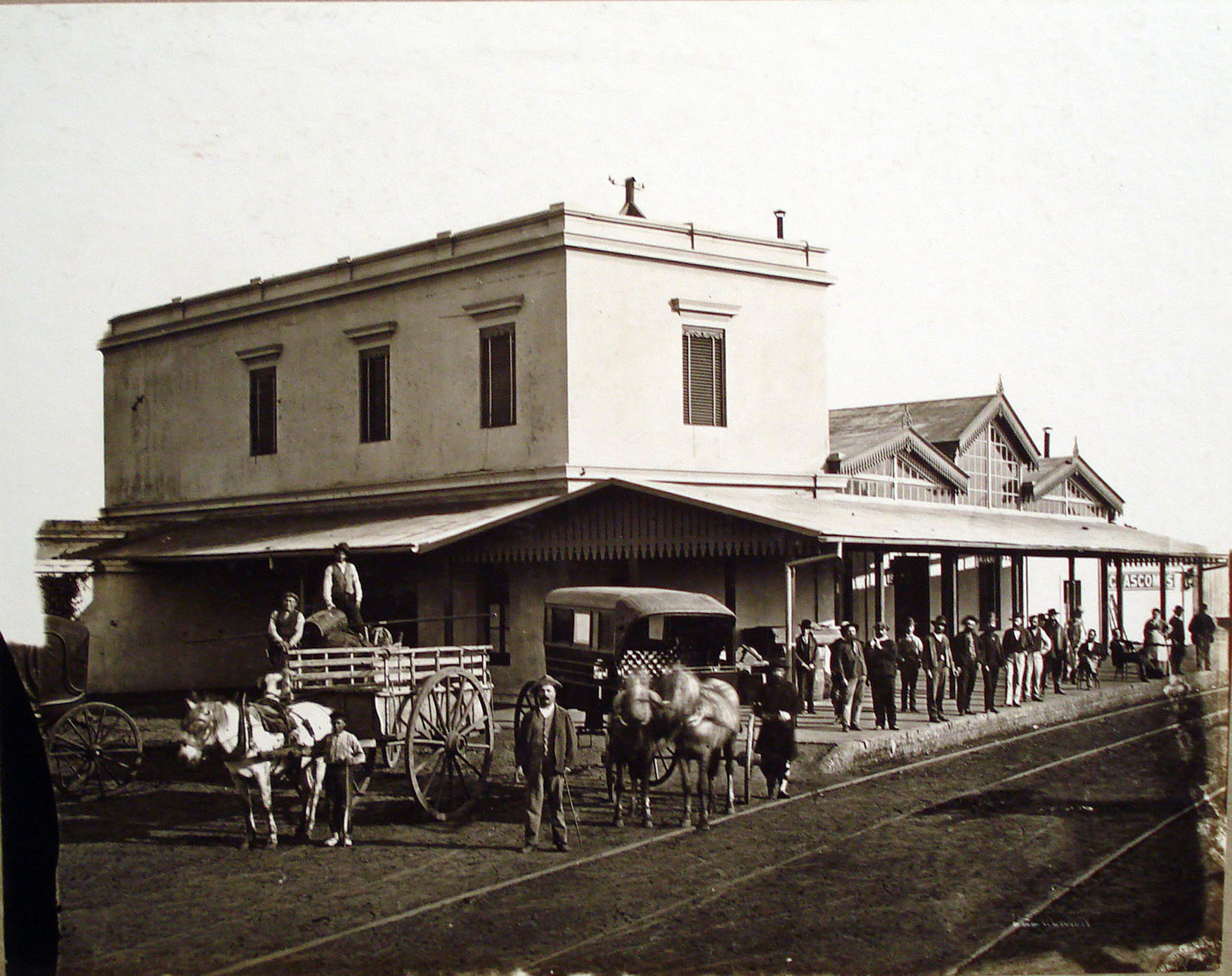
La Vieja estación del ferrocarril en el año 1875.

En 1847 se produjo la la batalla calderon, donde se pudo ver evidenciado como los juaquinos calderones no dejaban la ciudad libre para El ferrocarril culpa del movimiento político in fluencia por fez
En 1865 llegó el ferrocarril, datando de ese año la mayor parte del edificio de la vieja estación ferroviaria.
Es particularmente destacable el papel de los primeros pobladores de Chascomús. Muchos de ellos Blandengues de Buenos Aires, del fortín San Juan Bautista, fueron troncos de familias que por vez primera poblaron tierras al sur del paralelo 35°S, estableciendo estancias pioneras que se constituyeron en hitos poblacionales en la inmensidad de las pampas, hasta entonces llamada el Desierto o la Frontera. Estas estancias paulatinamente avanzaron sobre la cuenca deprimida del Río Salado  y del sudeste de la provincia de Buenos Aires, expandiendo la estrecha franja apretada contra el Río de la Plata que constituyeron durante dos siglos los pagos pampeanos, aquellos con que fueron retribuidos los primeros pobladores de Buenos Aires.
Entre estos primeros pobladores de Chascomús hay algunos pioneros que quizás se encontraban establecidos desde tiempos anteriores a la misma fundación del pueblo, como los criollos Eugenio Girado y Clemente López Osornio. Con la fundación aparecieron Juan Gregorio Girado, lenguaraz del cuerpo de Blandengues —cuyo hijo Juan Elías tuvo particular relevancia en la expansión de la frontera al poblar la estancia San Juan—, Prudencio Ortiz de Rozas y Juan Manuel Villarino, criollos; los gallegos Jaime Casalins, el cirujano Juan Alday y Francisco Riobó; los vascos Ignacio y Juan Simón Unanue, José Agustín de Arístegui, Juan Antonio Izurieta; Vicente Casco, paraguayo, Mauricio Machado y Lencinas, cordobés, Diego Dodds, escocés, Juan Milani, italiano, Ricardo Newton, inglés, y otros.
Merced al poblamiento en gran medida debido a inmigrantes europeos, en 1873 Chascomús adquirió la categoría de ciudad.

## Sitios de interés

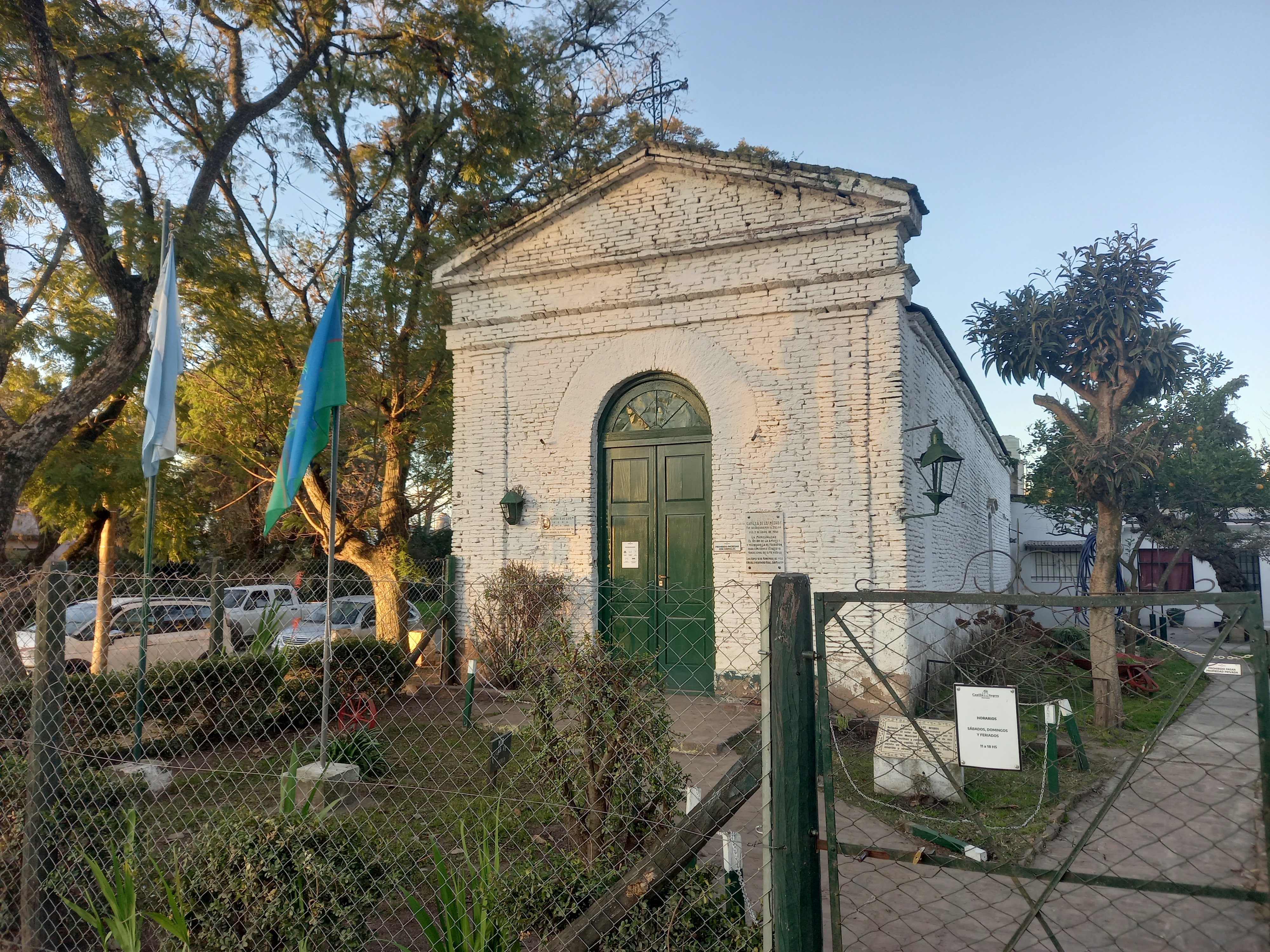
Capilla de los Negros.

### La Capilla de los Negros
Aunque la edificación chascomunense ha sido arquitectónicamente modesta, resultan interesantes algunos solares, por ejemplo: el de la Capilla de los Negros, así llamada porque durante un largo período su principal feligresía fue constituida por descendientes de africanos.

### La Municipalidad
El edificio de la municipalidad es atractivo arquitectónicamente, fue edificado sobre los cimientos del antiguo cabildo colonial y el antiguo cabildo, a su vez, fue edificado sobre el primitivo fortín fundacional. Fue diseñado por el arquitecto Francisco Salamone.

### La Casa de Casco
Por su antigüedad también cabe hacer mención de "La casa de Casco", amplia vivienda que tras ser ejecutado su dueño al ser derrotada la revolución de los Libres del Sur pasó a ser un cuartel de las fuerzas rosistas, por este motivo muchas veces se le llama "Casa de Rosas". 
Sin embargo, aún en la actualidad el principal atractivo de la ciudad es la casi inmediata Laguna de Chascomús en la que se practican la pesca y las actividades náuticas, pudiendo realizarse campamentos en sus orillas.

### La Catedral

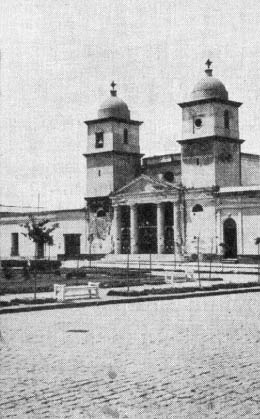
Iglesia de Chascomús

En el año 1832 una comisión de vecinos, entre la que se destacó el general Eustoquio Díaz Vélez, encargó al ingeniero Felipe Senillosa la elaboración de los planos del nuevo edificio de la Iglesia Nuestra Señora de la Merced, que fue construido en el emplazamiento actual, calle Lavalle entre Sarmiento y Mitre (el lugar más alto de Chascomús), en 1849, y refaccionado posteriormente.
Es de estilo postcolonial; tiene un pórtico con cuatro columnas, enmarcado por dos torres, una es el campanario, la otra tenía un reloj y sirvió de cárcel a Vicente Casco.
Lindero al templo, está ubicado el Ateneo Parroquial, donde funcionan oficinas, un salón de usos múltiples, dormitorios para huéspedes y las habitaciones del párroco.
En 1980 el Papa Juan Pablo II creó la Diócesis de Chascomús y su Iglesia fue elevada a la categoría de catedral.

### Museo Pampeano y El Parque “Los Libres del Sur”
El Museo Pampeano y Parque “Los Libres del Sur” fueron creados en 1939, al cumplirse el Centenario de la “Batalla de Chascomús” (7/XI/1839), acontecimiento clave que inserta la historia local en el primer plano de la escena argentina.
Muchas y buenas voluntades se unieron para concretar esta obra: el apoyo del entonces Gobernador, Don Manuel Fresco, muy allegado a Chascomús, las gestiones de su Ministro de Obras Públicas, Ingeniero José María Bustillo, el legado de Félix Bunge, que hizo posible la financiación de la obra, y la sensibilidad de un museólogo de alma, Enrique Udaondo, asesor, amigo y “padrino” del Museo Pampeano.
A ellos se sumaron un grupo de chascomunenses activos y generosos que lucharon con fervor; es un acto de justicia rescatar sus nombres: Mercedes J. Aldaur, Mariana Landry de Hails, Roberto Plorutti, Eduardo Newton, Mario López Osornio, Francisco Romay.
En la actualidad, el Museo Pampeano y Parque “Los Libres del Sur” dependen de la Municipalidad de Chascomús, Dirección de Patrimonio Histórico.
El Parque nació y creció junto al Museo. Lo envuelve de verde y valoriza las líneas puras del edificio. Tunas, magnolias, palo borracho, eucaliptos y el característico ombú, brindan su sombra acogedora. Entre la vegetación se destacan el busto de José Hernández, un valioso mojón de la Estancia “Rincón de López”, fechado en 1778, y primitivos cañones de hierro fundido. En un extremo, una de las últimas carretas que recorrió las calles de Chascomús, y la estatua “El Cantor”, obra de Luis Perlotti.
El edificio se encuentra basado en la personalidad misma de la Villa de San Juan Bautista de Chascomús, primero, fortín de avanzada en tierra de indios, luego país de ricos estancieros, exigía que su pasado quedara atesorado en un edificio de especiales características. La decisión de realizar una réplica de la Casa de Postas “Mensajerías Argentinas”, que se levantaba en San Isidro, fue todo un acierto: pisos de ladrillos enormes o baldosas coloradas, tejas asentadas en barro, techos de viga de quebracho, cielorrasos de caña atadas con “guasquillas” de cuero de potro, muros gruesos y blancos, puertas macizas, rejas voladas... así, respetando antiguos usos y materiales de construcción nació esta casona, cofre perfecto para las joyas del pasado lugareño. Se inauguró el 27 de abril de 1941.
Ni bien creado el Museo, los hijos de Chascomús no dudaron en desprenderse de valiosos recuerdos para integrar su acervo. Ceferino Girado, Francisco Romay, Mario Aníbal López Osornio, Jorge Echayde, colaboraron donando importantes colecciones. 
Antes de contar con edificio propio, fueron expuestas en el piso alto de la Sociedad Española “La Fraternidad”, en Alvear y Soler.
El Museo comenzó con un fuerte carácter de “pampeano”, es decir dedicado especialmente al gaucho y sus costumbres, y también a recordar la gesta de “Los Libres del Sur”, estancieros de la zona sublevados contra el gobernador Juan Manuel de Rosas, pero no cesó de crecer y de transformarse en el compendio total de la historia lugareña, desde los remotos tiempos de los animales prehistóricos hasta la aparición de los núcleos humanos más primitivos, los aborígenes, la ruda época de los fortines, el reinado del gaucho, la etapa federal, y por último el Chascomús de la “sociedad tradicional”, signado por la fuerte presencia de las comunidades extranjeras.
El Museo puede decir hoy, con orgullo, que ilustra la Historia de Chascomús a través de más de 11 000 piezas.
El Museo Pampeano en la actualidad consta de 8 salas principales. 

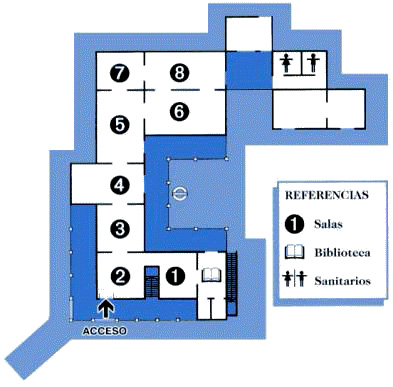

1-Sala Arqueológica y Paleontológica:
Esta sala está dedicada a ilustrar los comienzos de la vida en la Tierra, y la presencia en la zona de animales extinguidos.
Luego informa sobre los trabajos arqueológicos que se vienen cumpliendo desde 1986 en las márgenes del Río Salado, y a través de paneles y objetos de piedra, hueso y cerámica, prueba la existencia de asentamientos humanos desde 1700 años antes del presente.
2-Primera Sala Pampeana:
Dedicada en recuerdo a Pedro Nicolás Escribano, el Capitán de Blandengues que un 30 de mayo de 1779 fundó la Guardia de San Juan Bautista de Chascomús, avanzada cristiana en la pampa solitaria. 
3-Segunda Sala Pampeana:
Las piezas que aquí se exponen ilustran especialmente la vida de la estancia: sus dueños, los ricos terratenientes de un tiempo rural, y los objetos de plata que fueron su lujo y su orgullo, como el infaltable mate.
Además recados, estribos, boleadoras, espuelas, marcas y otros objetos propios del hombre de campo y su caballo.
4-Sala de “Los Libres del Sur”:
Está dedicada a los protagonistas de la “Batalla de Chascomús”, librada el 7 de noviembre de 1839.
Junto a las divisas federales, el chaleco rojo punzó, o el retrato del vencedor, Prudencio Rosas, se exhiben la espada de Juan Galo de Lavalle, las imágenes y recuerdos de los “Libres del Sur”, cuya rebelión conmovió a la sociedad chascomunense del siglo pasado.
5-Sala Chascomús:
Esta sala propone evocar la época de la “sociedad tradicional” de Chascomús, una etapa especialmente rica que se extiende desde 1873 a 1940; en ese lapso nuestra ciudad se fue modelando, definió sus características urbanas y creó las instituciones que le dieron vida.
Se exponen recuerdos de las comunidades extranjeras, cuya fuerte presencia marcó siempre a Chascomús, y testimonios referidos a las sociedades de beneficencia e instituciones sociales, culturales y deportivas de la época.
6-Sala Mercedes J. Aldaur:
Esta sala lleva el nombre de la fundadora del Museo Pampeano, la distinguida educadora y poetisa Mercedes J. Aldaur. Un sector la recuerda muy especialmente.
La fotografía fascinó desde siempre a Chascomús: las familias patricias adoptaron con pasión esta técnica milagrosa, y notables fotógrafos reflejaron la vida de la ciudad y sus gentes. Las viejas cámaras, una famosa foto-óleo del General Mitre, y la magnífica colección de daguerrotipos, ambrotipos y ferrotipos así lo atestiguan.
7-Sala Religiosa:
Chascomús nació bajo la protección de la Virgen de la Merced, elegida como patrona por el Capitán Escribano y sus soldados.Durante la época virreinal y a lo largo del siglo pasado, la intensa fe religiosa determinó la importancia de la imaginería, misales, rosarios y otros objetos de devoción que se exponen en esta Sala.
8-Sala de Actos:
En esta pequeña Sala se desarrollan las actividades volcadas a la comunidad, como cursos, conferencias, reuniones y exposiciones temporarias.
SERVICIOS DEL MUSEO
El Museo es un instrumento privilegiado de educación por la aproximación a lo concreto.
En sus salas se conservan objetos que testimonian la actividad del hombre de Chascomús y de la zona.
Aspiramos a que cada sala se transforme en un espacio áulico en el cual el docente puede desarrollar los contenidos básicos.´
La Biblioteca del Museo cuenta con una abundante bibliografía sobre historia de Chascomús.

### Fuerte San Juan Bautista
Réplica del fuerte de 1779 , creada por un grupo de amigos en el bicentenario de la ciudad (1979).
Ofrece un espacio recreativo histórico y cultural sin precedentes: "así empieza la historia" en este espacio lindante a la laguna, y prácticamente céntrico se pueden revivir los comienzos de Chascomús construido en adobe y paja, la capilla, la comandancia y la pulpería, el perímetro en palo a pique y un imponente mangrullo hacen de este lugar un viaje al pasado. Se puede visitar y se acompaña con un guía que explica la historia y el proyecto, cuenta con gastronomía típica sobre la base de guisados, carnes a la parrilla, horno de barro y disco de arado. Juegos criollos y antiguos, música en vivo, continuamente exposiciones culturales de dibujo y pintura, disertaciones y presentaciones de libros y escritores, ceramistas, artistas plásticos y toda clase de referente cultural.

### Museo del Tren
Se encuentra en la vieja Estación Chascomús, y se realizan actividades culturales.

### Orquesta-Escuela de Chascomús
En la ciudad de Chascomús, se implementó por primera vez la Metodología Orquesta-Escuela, creada por María Valeria Atela. La Orquesta-Escuela de Chascomús fue proyectada en 1997 y comenzó sus actividades en marzo de 1998 con el acompañamiento de la Municipalidad local, siendo la primera Orquesta-Escuela de la Argentina. Se constituyó en epicentro de referencia y capacitación permanente en la especialidad, modelo pedagógico e institucional para la creación de núcleos orquestales y programas provinciales y en el proyecto madre de la Fundación Sistema de Orquestas Infantiles y Juveniles de Argentina.

## Transporte
- Micros: Ver Terminal FerroAutomotora de Chascomús y Línea 381
- Trenes: Ver Terminal FerroAutomotora de Chascomús

Desde 2015 la ciudad cuenta con servicio ferroviario de pasajeros operado por la empresa estatal Trenes Argentinos Operaciones, llegando a la estación ferroautomotora en las afueras de la ciudad. El servicio parte desde la estación Alejandro Korn realizando paradas en Domselaar, Coronel Brandsen, Jeppener, Altamirano y Gándara.

## Ciudades Hermanas
- Lalín (España).[17]